# منى طايع
منى طايع (30 نوفمبر 1962-) كاتبة تلفزيونية وممثلة لبنانية 

## حياتها
ولدت في جبيل درست في مدارس الراهبات تلقت دروسها الابتدائية والتكميلية والثانوية، كان والدها يكتب أشعار الزجل، فيما كانت والدتها تتمتع بصوت جميل، عارض والدها دخولها التمثيل أختها لودي دخلت مجال التمثيل قبلها لكنها تركته بعد سفرها للأغتراب وكان زوج أختها أستاذ في معهد الفنون الجميلة وشجعها لدخوله فدرست المسرح
غادرت لبنان عام 1987 بعد أن اعتزلت التمثيل قضتها بين كندا والولايات المتحدة وعادت إلى لبنان عام 2000

## مشوارها المهني
بدايتها كانت في السنة الجامعية الأولى في مسلسل «البركة» عام 1982 وعرض على شاشة تلفزيون لبنان قدمت بعدها أعمالا في التلفزيون والمسرح منها مع شكيب خوري في «جزيرة العصافير» ومع ناجي معلوف في «حي التنابل». انهالت العروض التلفزيونية وكانت لا تزال طالبة في سنتها الثالثة قررت حينها مغادرة المعهد «نتيجة تصرف وسلوك جهات طلابية حزبية»، وانتمائها السياسي «الكتلوي» للعميد ريمون إده.
ابتعدت عن التمثيل لانزعاجها من الشهرة وانتقلت للكتابة وشجعها المخرج ميلاد الهاشم
أول عمر عرض لها كان مسلسل «قصص حب» الذي عرض على شاشة تلفزيون لبنان وتلاه «شباب وبنات» فثلاثية «جنون الحب»، العمل الذي أطلقها في عالم الدراما التلفزيونية اللبنانية هو«بنات عماتي وبنتي وأنا» حيث خاضت لأول مرة الكوميديا التلفزيونية ثم في «غنوجة بيا»
أول أعمالها التي أنتجت كان مسلسل «عصر الحريم» عام 2008 

## أعمالها

### في التمثيل
- (1982): البركة (مسلسل)
- (1982): الحنين (مسلسل)
- (1986): رصيف الباريزيانا (مسلسل)
- (1986): جزيرة العصافير (مسرحية)
- (1987): حي التنابل (مسرحية)

### كتابة النصوص
- (2018):حبيبي اللدود
- (2016): أمير الليل
- (2016): عروس وعريس
- (2014):عشق النساء
- (2013):وأشرقت الشمس
- (2008): جيران
- (2008):فارس الأحلام
- (2008):عصر الحريم
- (2006):غنوجة بيا
- (2005):ابنة المعلم
- (2003):بنات عماتي وبنتي وأنا
- (2001): فاميليا
- (1999): ايسار